# Александровка Первая (Харьковская область)
Алекса́ндровка Пе́рвая (укр. Олександрівка Перша) — бывшее село Орельском поселковом совете Лозовского района Харьковской области, Украина.
Село ликвидировано в 1997 году.

## Географическое положение
Село Александровка Первая находилось на левом берегу реки Орелька (или на правом берегу канала Днепр-Донбасс, который течёт в противоположном направлении), в 2 км от расположенного выше по течению реки села Артельное, в 2 км от расположенного ниже по течению села Украинское, на противоположном берегу от села Лесовка Сахновщинского района.
Рядом с селом проходила автомобильная дорога Т-2109.

## История
- 1997 — село ликвидировано[1].